# Championnat du Luxembourg de football 2012-2013
Navigation
Saison précédente Saison suivante
La saison 2012-2013 de Division nationale est la 99e édition de la première division luxembourgeoise.
Lors de cette saison, le F91 Dudelange tente de conserver son titre de champion face aux treize meilleurs clubs luxembourgeois lors d'une série de matchs se déroulant sur toute l'année.
Les quatorze clubs participants au championnat sont confrontés à deux reprises aux treize autres.
C'est le CS Fola Esch qui remporte la compétition après avoir terminé en tête du classement final, avec quatre points d'avance sur le tenant du titre, le F91 Dudelange et neuf sur la Jeunesse d'Esch, vainqueur de la Coupe du Luxembourg. C'est le sixième titre de champion du Luxembourg pour le Fola Esch, le premier depuis plus de quatre-vingts ans...

## Qualifications en coupe d'Europe
À l'issue de la saison, le champion se qualifie pour le premier tour de qualification des champions de la Ligue des champions 2012-2013.
Le vainqueur de la Coupe du Luxembourg prend la première place en Ligue Europa 2012-2013 et accède au premier tour de qualification. Les deux autres places en Ligue Europa reviennent aux deuxième et troisième du championnat. Il est à noter que ces deux dernières places sont aussi qualificatives pour le premier tour de qualification.

## Les 14 clubs participants
| Club                           | Stade                  | Capacité | Ville            |
| ------------------------------ | ---------------------- | -------- | ---------------- |
| UN Käerjeng                    | Um Beschel             | 1 100    | Bascharage       |
| F91 Dudelange                  | Jos Nosbaum            | 4 650    | Dudelange        |
| AS La Jeunesse d'Esch          | La Frontière           | 4 200    | Esch-sur-Alzette |
| FC Jeunesse Canach promu de D2 | Stade Rue de Lenningen | 1 000    | Canach           |
| CS Grevenmacher                | Op Flohr               | 4 000    | Grevenmacher     |
| FC Wiltz 71 promu de D2        | Stade Géitz            | 2 000    | Wiltz            |
| Racing FC Union Luxembourg     | Achille Hammerel       | 5 900    | Luxembourg       |
| FC Differdange 03              | Thillenberg            | 6 000    | Differdange      |
| Fola Esch                      | Emile Mayrisch         | 3 900    | Esch-sur-Alzette |
| Etzella Ettelbruck promu de D2 | Stade Am Deich         | 2 020    | Ettelbruck       |
| Progrès Niedercorn             | Jos Haupert            | 2 800    | Differdange      |
| Rapid Mansfeldia Hamm Benfica  | Luxembourg-Cents       | 2 800    | Luxembourg       |
| CS Pétange                     | Stade Municipal        | 3 300    | Pétange          |
| Union 05 Kayl-Tétange          | Stade Victor Marchal   | 1 000    | Kayl             |

## Compétition

### Classement
Le classement est établi sur le barème de points classique (victoire à 3 points, match nul à 1, défaite à 0).
Pour départager les égalités, on tient d'abord compte de la différence de buts générale, puis du nombre de buts marqués, puis des confrontations directes et enfin si la qualification ou la relégation est en jeu, les deux équipes jouent une rencontre d'appui sur terrain neutre.
Mis à jour le 27 mai 2013
| Rang | Équipe                     | Pts | J  | G  | N | P  | Bp | Bc | Diff |
| ---- | -------------------------- | --- | -- | -- | - | -- | -- | -- | ---- |
| 1    | Fola Esch                  | 59  | 26 | 18 | 5 | 3  | 67 | 23 | +44  |
| 2    | F91 Dudelange T            | 55  | 26 | 16 | 7 | 3  | 53 | 20 | +33  |
| 3    | Jeunesse d'Esch C          | 50  | 26 | 16 | 2 | 8  | 53 | 31 | +22  |
| 4    | FC Differdange 03          | 47  | 26 | 14 | 5 | 7  | 53 | 34 | +19  |
| 5    | RM Hamm Benfica            | 46  | 26 | 13 | 7 | 6  | 53 | 38 | +15  |
| 6    | CS Grevenmacher            | 42  | 26 | 11 | 9 | 6  | 43 | 32 | +11  |
| 7    | FC Jeunesse Canach P       | 37  | 26 | 10 | 7 | 9  | 40 | 34 | +6   |
| 8    | Racing FC Union Luxembourg | 33  | 26 | 9  | 6 | 11 | 43 | 44 | -1   |
| 9    | UN Käerjeng                | 31  | 26 | 9  | 4 | 13 | 44 | 53 | -9   |
| 10   | FC Wiltz 71 P              | 30  | 26 | 9  | 3 | 14 | 42 | 66 | -24  |
| 11   | Etzella Ettelbruck P       | 27  | 26 | 6  | 9 | 11 | 41 | 61 | -20  |
| 12   | Progrès Niedercorn         | 25  | 26 | 7  | 4 | 15 | 29 | 45 | -16  |
| 13   | CS Pétange                 | 14  | 26 | 3  | 5 | 18 | 21 | 57 | -36  |
| 14   | Union 05 Kayl-Tétange      | 12  | 26 | 3  | 3 | 20 | 29 | 73 | -44  |

| Légende : Qualifications et relégations | Légende : Qualifications et relégations                                                      |
| --------------------------------------- | -------------------------------------------------------------------------------------------- |
|                                         | Ligue des champions 2013-2014 (2e tour de qualification)                                     |
|                                         | Ligue Europa 2013-2014 (1er tour de qualification)                                           |
|                                         | Qualification pour le barrage de relégation en Promotion d'honneur 2013-2014                 |
|                                         | Relégation en Promotion d'honneur 2013-2014                                                  |
|                                         | T : Tenant du titre 2011-2012 P : Promu en 2011-2012 C : Vainqueur de la Coupe du Luxembourg |

### Matchs
| Résultats (▼dom., ►ext.)   | DIF | DUD | ETZ | FOL | GRE | JEC | JEU | KÄE | PET | PRO | RAC | RMH | UKT | WIL |
| FC Differdange 03          |     | 2-1 | 0-0 | 1-0 | 2-3 | 3-1 | 0-3 | 0-0 | 3-0 | 2-1 | 6-2 | 4-2 | 3-1 | 0-1 |
| F91 Dudelange              | 3-0 |     | 4-3 | 0-0 | 1-1 | 0-1 | 0-1 | 2-1 | 2-1 | 3-0 | 2-1 | 1-0 | 3-0 | 7-1 |
| Etzella Ettelbruck         | 0-4 | 0-1 |     | 0-5 | 1-0 | 1-1 | 0-4 | 3-1 | 2-2 | 1-1 | 2-2 | 2-2 | 3-3 | 3-2 |
| CS Fola Esch               | 2-1 | 1-2 | 5-1 |     | 1-1 | 3-1 | 0-2 | 4-1 | 3-0 | 4-0 | 1-1 | 2-1 | 4-2 | 1-0 |
| CS Grevenmacher            | 3-2 | 0-0 | 4-1 | 3-3 |     | 0-0 | 0-2 | 1-0 | 3-1 | 3-2 | 3-3 | 1-2 | 2-1 | 4-1 |
| Jeunesse Canach            | 1-3 | 1-1 | 1-2 | 1-1 | 0-2 |     | 3-0 | 3-1 | 1-2 | 0-2 | 1-1 | 2-2 | 2-0 | 6-2 |
| Jeunesse d'Esch            | 2-4 | 0-3 | 3-2 | 1-4 | 0-0 | 5-1 |     | 5-1 | 3-0 | 0-0 | 3-4 | 0-1 | 4-1 | 0-2 |
| UN Käerjeng                | 2-2 | 1-3 | 5-3 | 1-4 | 2-0 | 1-1 | 2-3 |     | 3-0 | 2-0 | 2-0 | 2-4 | 3-2 | 4-3 |
| CS Pétange                 | 1-1 | 0-4 | 1-1 | 0-2 | 1-1 | 1-2 | 0-2 | 1-4 |     | 0-2 | 1-0 | 0-3 | 1-1 | 0-1 |
| Progrès Niedercorn         | 1-2 | 1-1 | 5-1 | 0-3 | 2-0 | 0-2 | 0-4 | 0-2 | 1-0 |     | 0-1 | 1-0 | 1-3 | 2-3 |
| Racing FC Union Luxembourg | 1-3 | 1-1 | 1-3 | 0-1 | 2-1 | 1-0 | 0-2 | 3-0 | 2-1 | 3-1 |     | 1-1 | 0-2 | 0-3 |
| RM Hamm Benfica            | 2-1 | 1-1 | 3-2 | 2-3 | 1-1 | 0-4 | 1-0 | 2-1 | 5-2 | 2-2 | 4-1 |     | 3-1 | 2-0 |
| Union 05 Kayl-Tétange      | 1-0 | 1-5 | 1-4 | 1-6 | 1-2 | 0-2 | 0-2 | 1-1 | 1-3 | 1-3 | 0-2 | 1-5 |     | 1-5 |
| FC Wiltz 71                | 0-4 | 1-2 | 0-0 | 0-3 | 0-4 | 1-2 | 1-2 | 3-2 | 4-2 | 2-1 | 0-9 | 2-2 | 4-2 |     |

### Barrage
Le club ayant terminé 12e de Division Nationale joue sa place parmi l'élite face au 3e de Promotion d'Honneur, lors d'un match disputé sur terrain neutre.
| Équipe 1           | Résultat | Équipe 2         |
| ------------------ | -------- | ---------------- |
| Progrès Niedercorn | 1 - 0    | (D2) UNA Stassen |

## Bilan de la saison
| Championnat du Luxembourg de football 2012-2013 |                       |
| Champion                                        | Fola Esch (6e titre)  |
| Coupes et trophées                              |                       |
| Vainqueur de la Coupe du Luxembourg 2012-2013   | Jeunesse d'Esch       |
| Qualifications continentales                    |                       |
| Ligue des champions de l'UEFA 2013-2014         | Fola Esch             |
| Ligue Europa 2013-2014                          | F91 Dudelange         |
| Ligue Europa 2013-2014                          | Jeunesse d'Esch       |
| Ligue Europa 2013-2014                          | FC Differdange 03     |
| Promotions et relégations                       |                       |
| Promus en Division nationale                    | FC Swift Hesperange   |
| Promus en Division nationale                    | US Rumelange          |
| Relégués en Promotion d'honneur                 | CS Pétange            |
| Relégués en Promotion d'honneur                 | Union 05 Kayl-Tétange |